# Bernard Roman
Pour les articles homonymes, voir Roman.
Bernard Roman, né le 15 juillet 1952 à Lille (Nord), est un homme politique français.
Membre du Parti socialiste, il est député de la 1re circonscription du Nord de 1997 à 2016.
De 2016 à 2022, il est président de l'Autorité de régulation des transports.

## Biographie
Il suit des études d'histoire, et rédige avec Jean-Claude Sabre un mémoire de maîtrise consacré à Roger Salengro.
Il rejoint le Parti socialiste en 1974 pour la campagne de l’élection présidentielle de François Mitterrand.
Il est réélu député le 16 juin 2002, pour la XIIe législature (2002-2007), dans la première circonscription du Nord. Il fait partie du groupe socialiste. Il était pendant la XIe législature le président de la commission des lois.
Il était le dauphin de Pierre Mauroy à la mairie de Lille, place qu'il cède à Martine Aubry à partir de 1995, lorsque cette dernière prend la place de 1re adjointe de la Mairie. Considéré comme proche de Dominique Strauss-Kahn, il est membre du conseil d'administration du think tank de Dominique Strauss-Kahn « À gauche, en Europe », créé avec Pierre Moscovici et Michel Rocard.
En juillet 2016, François Hollande propose Bernard Roman pour prendre la présidence de l’Autorité de régulation des activités ferroviaires et routières (ARAFER) en dépit du fait que celui-ci n’est pas un spécialiste des transports. La presse évoque les raisons de cette nomination et de ce « recasage » qui libère automatiquement un siège de parlementaire pour les législatives de juin 2017,. Sa nomination est approuvée le 20 juillet 2016 par les commissions parlementaires compétentes.
Le 17 décembre 2016, le PS annonce l'investiture de François Lamy dans la première circonscription du Nord pour les élections législatives de 2017.

## Distinction
- Chevalier de la Légion d'honneur (2020)

## Mandats et fonctions

### A l’Assemblée nationale
- 12 juin 1997 - 21 juillet 2016 : Député de la Première circonscription du Nord [6].
- 9 juillet 1998 - 18 juin 2002 : Membre de la Section française de l’Assemblée parlementaire de la francophonie [8].
- 5 avril 2000 - 18 juin 2002 : Président de la Commission des lois constitutionnelles, de la législation et de l'administration générale de la République.

### Autre fonction
- depuis le 20/07/2016 : Président de l'Autorité de régulation des transports (Autorité de régulation des activités ferroviaires et routières de 2016 à 2019).

### Mandats locaux
Mairie de Lille
- 14/03/1983 - 17/04/2004 : Adjoint au Maire de Lille.

Conseil général de Nord-Pas-de-Calais
- 03/10/1988 - 31/07/1997 : Conseiller général du Nord (Canton de Lille-Sud).

Conseil régional du Nord-Pas-de-Calais
- 17/03/1986 - 01/04/1989 : membre du conseil régional du Nord-Pas-de-Calais,
- 28/03/2004 - 13/12/2015 : membre du conseil régional du Nord-Pas-de-Calais,
  - 28/03/2004 - ??/??/2012 : Vice-président du conseil régional du Nord-Pas-de-Calais chargé de la délégation Finances - administration générale - personnel - communication.